# Sirjã
29° 27' 07" N 55° 40' 53" E

Sirjã (em persa: سيرجان), também, romanizado, como Sīrjān; antigamente, Saidabade) é uma cidade localizada na província da Carmânia, no Irã. De acordo com o censo de 2000, sua população era de 167.014 habitantes, em 40.605 famílias.
A uma altitude de 1730, está situada em uma depressão entre o sul das Montanhas Zagros, a oeste, e o Maciço Kuh-e Bidkhan, a leste. É conhecida pelo seu pistache e pelos seus tapetes. A cidade foi fundada no Império Sassânida, e possui reservas de minerais, incluindo carvão, ferro, cobre e ouro.  